# Auxanommatidia intermedia
Auxanommatidia intermedia är en tvåvingeart som beskrevs av Borgmeier och Prado 1975. Auxanommatidia intermedia ingår i släktet Auxanommatidia och familjen puckelflugor. Inga underarter finns listade i Catalogue of Life.